# Dodecaedro torcido

Hexecontaedro pentagonal

Imagem espelho

O Dodecaedro torcido ou Icosidodecaedro torcido é um Sólido de Arquimedes.
É obtido por Snubificação do Dodecaedro ou do Icosidodecaedro.
Tem no total 92 faces: 12 pentágonos regulares e 80 triângulos equiláteros.
O Dodecaedro torcidotem 60 vértices e 150 arestas.
O Poliedro dual do Dodecaedro torcido é o Hexecontaedro pentagonal.
Tem duas formas distintas, que são imagem de espelho uma da outra.

## Área e volume
Área A e o volume V de um Icosidodecaedro torcido de lado a:
{\displaystyle A\approx 55,286744956~a^{2}}
{\displaystyle V\approx 37,61664996~a^{3}}

## Rotação

Dodecaedro torcido rotacionado 15° para a direita
Dodecaedro torcido rotacionado 15° para a esquerda